# Gérard Mersch
Gérard Mersch (Yaoundé, 8 settembre 1996) è un calciatore camerunese naturalizzato lussemburghese, centrocampista del Mondorf.

## Caratteristiche tecniche
È un esterno destro.

## Carriera
Ha esordito fra i professionisti il 12 gennaio 2013 con la maglia del Wiltz 71 in occasione del match di Coupe de Luxembourg vinto ai rigori contro il Victoria Rosport.